# Angel Witch
Angel Witch est un groupe de heavy metal britannique, originaire de Londres, en Angleterre. Angel Witch fait principalement partie de la vague New wave of British heavy metal.

## Biographie
Le groupe est initialement formé sous le nom de Lucifer, et se composait du guitariste et chanteur Kevin Heybourne, du guitariste Rob Downing, du batteur Steve Jones, et du bassiste Barry Clements. Lucifer se sépare et Steve Jones se joint à Bruce Dickinson pour former Speed. Le reste de Lucifer devient Angel Witch, à l'exception de Barry, qui est remplacé par Kevin Riddles, et Steve Jones, qui est remplacé par Dave Hogg. L'année suivante, Rob Downing quitte le groupe.
La première chanson d'Angel Witch, Baphomet, qui atteint le succès, est incluse dans la compilation Metal for Muthas. Cette chanson popularise le groupe, qui signe finalement au label EMI. Cependant, le contrat est annulé, le manager Ken Heybourne ayant refusé Angel Witch au management, et pour les mauvais chiffres de leur premier single publié chez EMI label. En 1980, Bronze Records signe avec eux, et le groupe publie son premier album éponyme, Angel Witch, qui est considéré comme l'un des plus notables de la New wave of British heavy metal. Mais la formation du groupe commence à s'effilocher. Dave Hogg et Kevin Riddles partent, tandis que Tytan se joint à eux. Angel Witch redevient actif en 1984, puis enregistre un nouvel album intitulé Screamin' N' Bleedin' qui sort en 1985, suivit de Frontal Assault en 1986.
En 2009, leur chanson Angel Witch est incluse dans la bande-son du jeu vidéo Brütal Legend.
En 2011, Angel Witch entre en studio pour enregistrer son quatrième album, intitulé As Above, So Below. Il est enregistré avec Kevin Heybourne à la guitare et au chant, Will Palmer à la basse, Bill Steer à la guitare, et Andrew Prestidge à la batterie. Ils jouent aussi en live, au Bloodstock Open Air en 2011. Le bassiste d'Angel Witch, Jon Torres, meurt le 3 septembre 2013 d'une crise cardiaque à l'âge de 51 ans. Le groupe sort son cinquième et dernier album studio en date, Angel of Light en 2019.
Le 4 juillet 2025, le bassite originel d'Angel Witch, Kevin Riddles décède à l'âge de 68 ans des suites d'un cancer, comme l’a annoncé Kevin Heybourne sur la page Facebook du groupe.

## Discographie

### Albums studio
- 1980 : Angel Witch
- 1985 : Screamin' n' Bleedin'
- 1986 : Frontal Assault
- 2012 : As Above, So Below
- 2019 : Angel of Light

### Singles/EP
- 1980 : Sweet Danger
- 1980 : Angel Witch
- 1981 : Loser
- 1985 : Goodbye
- 2003 : They Wouldn't Dare

### Live et rééditions
- 1986 : Doctor Phibes
- 1990 : Live (CD live)
- 1996 : '82 Revisited
- 1998 : Resurrection
- 1998 : Sinister History
- 2000 : 2000: Live at the LA2 (CD live)
- 2005 : Angel Witch (édition étendue)
- 2006 : Angel of Death

### Compilations
- 1980 : Metal for Muthas
- 1980 : NWOBHM '79 Revisited